# Кучешки зъб (цвете)
Вижте пояснителната страница за други значения на Кучешки зъб.
Кучешкият зъб, още самодивско цвете (на латински: Erythronium dens-canis) е малко тревисто растение от семейство Кремови. Разпространено е в Европа, където е единствен представител на род Erythronium.
Цъфти в началото на пролетта и образува единичен цвят (бял, лилав или розов). Венчелистчетата са прегънати назад и са жълти в основата си. Листата на кучешкия зъб две на брой, яйцевидни до ланцетовидни, изпъстрени с кафяви точки.
Среща се в подлеса на сенчести и влажни планински гори в Южна Европа.